# Riserva libera
La riserva libera (detta anche riserva tecnica) consiste dall'ammontare di liquidità detenuto da una banca per espletare le sue attività.
Essa è composta da:
- cassa contante (cioè banconote e monete nazionali);
- depositi liberi presso la banca centrale;
- margini disponibili nelle anticipazioni ordinarie da parte della banca centrale;
- liquidità estera detenuta e liberamente convertibile in moneta legale.

Tale riserva è detta libera proprio in quanto il coefficiente di riserva tecnica, ovvero la percentuale dei depositi che la banca detiene per espletare le proprie attività, è autonomamente stabilito dalle banche, a differenza della riserva obbligatoria, il cui ammontare percentuale è definito dalla banca centrale.
Il coefficiente è legato ad alcune variabili. In particolare, esso è correlato positivamente al tasso ufficiale di sconto, in quanto l'istituto di credito è spinto, in caso di alti tassi ufficiali, a detenere maggiore liquidità per evitare rifinanziamenti a tassi divenuti più svantaggiosi. Inoltre, questo coefficiente è correlato negativamente con il tasso d'interesse attivo, applicato cioè ai prestiti alla clientela. L'aumento di questo tasso, infatti, renderà più conveniente concedere prestiti, piuttosto che detenere liquidità in riserva.
Il coefficiente di riserva tecnica è inoltre uno dei fattori utilizzati per definire il moltiplicatore dei depositi e il moltiplicatore monetario.
Le normative di Basilea II e Solvency II, rispettivamente per il settore bancario ed assicurativo, prevede il calcolo di requisiti patrimoniali, che devono coprire le perdite totali (attese ed impreviste). Le riserve tecniche sono un termine di tale requisito, che dovrebbe coprire le perdite attese per scadenza ed ammontare, mentre la quota eccedente serve a proteggere la società dal rischio di insolvenza a causa di eventi di rischio e perdite imprevisti.